# أزمة دستورية

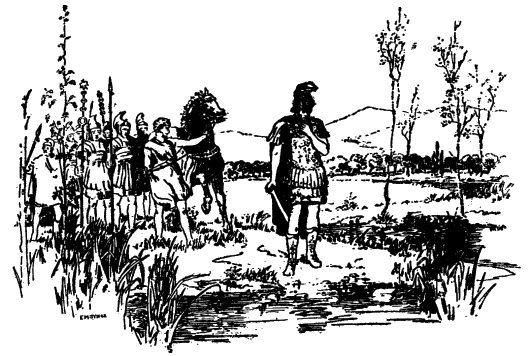

في العلوم السياسية، تمثّل الأزمة الدستورية مشكلةً أو تعارضًا في الوظيفة الحكومية، ويظهر عجز الدستور أو القوانين الأساسية المنظمة عن حلها. توجد تنويعات عديدة أخرى لهذا التعريف. فمثلًا قد توصف بأنها «الأزمة الناتجة عن فشل أو احتمالية فشل الدستور في أداء وظائفه الرئيسية». قد تنشأ هذه الأزمة لعدة أسباب محتملة متنوعة، منها محاولة الحكومة تطبيق قانون مناقض لما نص عليه الدستور.
قد يفشل الدستور في تقديم إجابة صريحة حول حادثة معينة، وقد يجيب بوضوح لكن يستحيل الأخذ بجوابه لاعتبارات السياسة. قد تنهار المؤسسات الحكومية ذاتها أو تفشل في الحفاظ على سيرها وفقًا للدستور. قد يكون مبرر موظفي الحكومة في عدم التعامل مع المشاكل الحرجة مبنيًا على تفسير قانوني ضيّق الأفق، مثل كارثة أصوات الملونين الدستورية في خمسينيات القرن العشرين، وانفصال الولايات الجنوبية عامي 1860 و1861، والعزل المثير للجدل للحكومة الاتحادية الأسترالية عام 1975، وأخيرًا الأزمة الأوكرانية سنة 2007.
قد تنشأ الأزمة الدستورية عن نزاعات تنشب بين قطاعات مختلفة من الحكومة، أو بين الحكومات المركزية والمحلية، أو الصراعات بين فصائل مختلفة من المجتمع. في السياق الحكومي، تنشأ الأزمة الدستورية عندما يختار حزب أو أكثر في نزاع سياسي انتهاك قانون دستوري عمدًا، أو الاستخفاف باتفاقية قانونية غير مدونة، أو بغرض مجادلة التفسير القانوني السليم للقانون الدستوري أو انتهاك العرف السياسي. تجلى ذلك في قضية تُسمى «الثلاثي إكس واي زد» إذ تلقى موظفون فرنسيون رشوة من مفوضين أمريكيين أُرسلوا لحفظ السلام بين فرنسا والولايات المتحدة. نشرت الصحافة الأمريكية تلك الحادثة ما أدى إلى أزمة في السياسة الخارجية أدت بدورها إلى تمرير وتشريع قانون «الأجانب وأساليب التحريض على الشغب». وقد أشارت المعارضة في فرجينيا وكنتاكي إلى أن هذه القوانين تنتهك حرية التعبير وحثت الدول على رفض سن تلك القوانين لانتهاك ما نص عليه الدستور.
إذا كان سبب نشوء الأزمة هو الغموض القانوني الذي يكتنف الدستور، فإن الحل النهائي يُرسى عادةً السابقة القانونية لحل الأزمات المقبلة للإدارة الدستورية. مثل نجاح جون تايلر في تولي منصب الرئاسة في الولايات المتحدة، التي أثبتت أن خلفًا للرئيس قد يتولى المنصب دون أي قيد. سياسيًا، قد تؤدي الأزمة الدستورية إلى شلل إداري وانهيار الحكومة في نهاية المطاف، أو خسارة الشرعية السياسية، أو قد تؤدي إلى حرب أهلية. تختلف الأزمة الدستورية عن التمرد الذي يحدث عندما تتحدى سيادة الدولة فصائل سياسية خارجة عن الدولة، كما في انقلاب أو ثورة يقودها عسكريون أو مدنيون.

## إفريقيا

### جمهورية كونغو الديمقراطية
- حاول كل من الرئيس جوزيف كازافوبو ورئيس الوزراء باتريس لومومبا فصل الآخر في سبتمبر 1960. أطاح الجنرال موبوتو سيسي سيكو بكليهما في انقلاب لاحق في الشهر نفسه، وأعاد كازافوبو إلى سدة الحكم.[5]

### مصر
- مرت مصر بأزمة دستورية إثر عزل الرئيس مبارك، وظلت مصر دون رئيس إلى أن تسلم الرئيس مرسي الحكم، وتكررت الأزمة عندما اعتُقل مرسي إلى أن تسلم الرئيس السيسي الحكم.[6][7]

### مالاوي
- حدثت أزمة اقتصادية في مالاوي سنة 2012 تتعلق بنجاح بينجو وا موثاريكا. كان الرئيس ونائب الرئيس ينتميان إلى حزبين مختلفين ما أدى إلى إجراء مداولات بشأن هوية الوريث الشرعي للحكم والأزمة الدستورية. خلفت نائبة الرئيس جويس باندا في نهاية المطاف وا موثاريكا رئيسًا.

### جمهورية غامبيا
- عقب فوز آدم بارو في الانتخابات الرئاسية سنة 2016، رفض الرئيس يحيى جامع تقبّل النتائج والتنحي عن منصبه. أعلن جامع في 17 يناير حالة طوارئ مدة 90 يومًا بهدف تمديد حكمه.[8] دخلت قوات السنغال وغانا ونيجيريا جمهورية غامبيا في 19 يناير لفرض نتائج الانتخابات.[9] تنحى جامع عن منصبه في 21 يناير وغادر البلاد.

### روديسيا
- في خضم مطالبات سياسيي المملكة المتحدة بمنح حق التصويت للأغلبية السوداء من السكان، أعلنت حكومة الأقلية البيضاء استقلالها من جانب واحد عام 1965. رفضت المملكة المتحدة الإعلان وواصلت المطالبة بالسيادة على روديسيا حتى التفاوض على إطار للاستقلال وتحرير السود وفق اتفاقية لانكستر هاوس عام 1979.[10]

### جنوب أفريقيا
- أزمة أصوات الملونين الدستورية (1955-1951): عارضت حكومة الحزب الوطني قرار المحكمة بإبطال قانون يحرم الناخبين المُلوَّنين حق التصويت، وأبطلت محاولتها لنقض القرار الصادر في محكمة متخصصة، ثم استخدم الحزب إصلاحات لتطبيق الإجراء قانونيًا.

## آسيا

### إيران
- عزل محمد رضا بهلوي سنة 1953 رئيس الوزراء محمد مصدق من منصبه.

### ماليزيا
- بدأت أزمة سراوق الدستورية سنة 1966 بواسطة جماعة من السياسيين الذين لم يكونوا راضين عن حكم ستيفن كالونج ننغكان رئيسًا للوزراء. في يونيو 1966، أُقيل ننغكان من منصبه رئيسًا للوزراء بواسطة حاكم سراوق.
- شهدت الأزمة الماليزية عام 1983 قيام رئيس الوزراء مهاتير بالمضي قُدمًا في تعديل المادة 66 من الدستور الاتحادي، الذي حدد مهلة نقض الملكية الماليزية لقانون ما في غضون 30 يومًا. وأثارت الاقتراحات جدلًا كبيرًا بين الحكومة والملكيّة ما أدى إلى إطلاق حملة عامة للضغط على الملكية للموافقة على التعديلات.
- كانت الأزمة الدستورية الماليزية سلسلة من الأحداث بدأت بانتخاب حزب المنظمة الوطنية الماليزية المتحدة سنة 1987 وانتهت بتعليق منصب رئيس المحكمة العليا تون صالح عباس وعزله.
- تضمنت تعديلات عام 1993 للدستور الماليزي -وفقًا لبعض تفسيرات الأزمة الدستورية- الحد من الحصانة القانونية الملكية. نجح رئيس الوزراء مهاتير محمد في تعديل الدستور لجعل الأنظمة الملكية أكثر خضوعًا للمساءلة عن أفعالها.
- حدثت الأزمة الدستورية في فيرق عام 2009 في ولاية بيراك الماليزية عندما أدى انشقاق الحزب إلى خسارة الائتلاف الحاكم في ولاية باكاتان راكيا، أغلبيته في مجلس الولاية. ورفض سلطان فيرق حل جمعية الولاية عندما طُلب منه ذلك، وأقال رئيس الوزراء مين تيري بيسار في غياب تصويت سحب الثقة من الحكومة.
- كانت الأزمة الدستورية الماليزية عام 2020 سلسلة من الأحداث التي بدأت عندما حاول رئيس الوزراء مهاتير محمد وشركاؤه استبدال شركائه الائتلافيين وتشكيل حكومة وحدة وطنية تدعمها أحزاب المعارضة.